# Monty
Xavier Monteys Verdaguer, deportivamente conocido como Monty (Barcelona, España, 16 de febrero de 1973) es un exfutbolista español. Jugó como mediapunta por última vez en el Futbol Club Santboià de la Tercera División de España en 2014. Conocido por ser uno de los centrocampistas estrellas de la Época Dorada del Terrassa F.C.

## Trayectoria
Monty se formó en el CD San Gabriel, equipo de fútbol base de San Adrián de Besós, hasta la edad juvenil. En 1991, con 18 años, dio el salto al CE Júpiter de Barcelona, en la Tercera División catalana. En 1993 pasó un año por otro histórico de la ciudad condal, el CF Barceloneta, en Regional Preferente.
La temporada 1994/95 la empezó en Tercera División con el UD Cerdanyola, de Mataró, aunque a mitad de curso se marchó a su rival ciudadano, el Club Esportiu Mataró, que jugaba una categoría por debajo, en Primera Catalana. En su primer año con los albrinegros logró el ascenso, y la temporada 1995/96 se convirtió en uno de los mejores goleadores de Tercera División, lo que le llevó a fichar por el Real Zaragoza. Militó brevemente en el filial aragonés, para regresar a Mataró seis meses después.
La temporada 1999/2000 fue, con 19 goles, el máximo anotador de su equipo, en la mejor campaña de los mataronenses en toda su historia, al lograr el subcampeonato de la Copa Cataluña y su primer ascenso a Segunda División B. Al término de esa temporada, Monty fichó por el Terrassa FC, donde también vivió una de las épocas doradas de la historia del club, con un ascenso a Segunda División y la consecución de dos Copas Cataluña. 
La temporada 2002/03 completó una de sus campañas más notables; en la liga, logró 7 goles en 14 partidos, su mejor registro en la categoría de plata. En la Copa del Rey fue el gran protagonista del enfrentamiento, en los octavos de final, entre el Terrassa FC y el Real Madrid. Los egarenses plantaron cara a los blancos, que finalmente superaron la eliminatoria por un marcador global de 7-5, y Monty fue el autor de tres de los cinco goles de su equipo. Culminó la temporada conquistando la tercers Copa Cataluña en la historia del Terrassa FC. Contra todo pronóstico, su equipo se impuso en la final al FC Barcelona, en la tanda de penaltis, después que el partido acabase con empate a uno, siendo Monty el autor del tanto tarrasense. Como colofón a la campaña, fue convocado por la selección catalana, participando en el histórico partido ante Brasil, que abarrotó el Camp Nou.
En total, Xavier Monteys jugó tres temporadas con el Terrassa FC en Segunda División, acumulando 118 partidos y 12 goles. A pesar del descenso de categoría, en 2005, Monty siguió un año más en el club tarrasense en Segunda B. La temporada 2006/07 pasó por el CF Badalona y el verano de 2007 firmó por otro club catalán de la categoría de bronce, la UDA Gramanet, equipo del que llegó a ser el capitán.
En diciembre de 2008 descubrió que sufría un cáncer de testículos, tras pasar un control antidopaje. Abandonó temporalmente los terrenos de juego y tras someterse a una intervención en el Hospital Clínico y Provincial de Barcelona, pudo regresar a los terrenos de juego pocas semanas después.
Sin embargo, al término de esa temporada, el jugador tuvo un enfrentamiento con la directiva del club colomense, que finalmente decidió no renovarle el contrato. A pesar de sus 36 años, el deseo del futbolista de seguir en activo le llevó a entrenarse en solitario algunos meses. Tras rechazar una oferta del Kitchee SC de Hong Kong, en noviembre de 2009 fichó por el FC Santboià.
La misma semana que firmaba su contrato, el Comité de Competición de la Real Federación Española de Fútbol le abrió un expediente disciplinario, después que una investigación de la UEFA le señalara como uno de los presuntos implicados en una trama de apuestas ilegales y amaño de partidos de la liga española.
Finalmente en 2014 con el Santboia decidió retirarse a los 41 años.

## Selección catalana
En el año 2002 disputó dos encuentros con la selección de Cataluña, contra Brasil y China.

## Clubes
| Club                 | País   | Año       |
| -------------------- | ------ | --------- |
| CE Júpiter           | España | 1991-1993 |
| CF Barceloneta       | España | 1993-1994 |
| UD Cerdanyola Mataró | España | 1994      |
| CE Mataró            | España | 1994-1996 |
| Real Zaragoza B      | España | 1996-1997 |
| CE Mataró            | España | 1997-2000 |
| Terrassa FC          | España | 2000-2006 |
| CF Badalona          | España | 2006-2007 |
| UDA Gramanet         | España | 2007-2009 |
| FC Santboià          | España | 2011      |

## Palmarés

### Campeonatos nacionales
| Título        | Club        | País   | Año  |
| ------------- | ----------- | ------ | ---- |
| Copa Cataluña | Terrassa FC | España | 2003 |
| Copa Cataluña | Terrassa FC | España | 2004 |